# ADAT

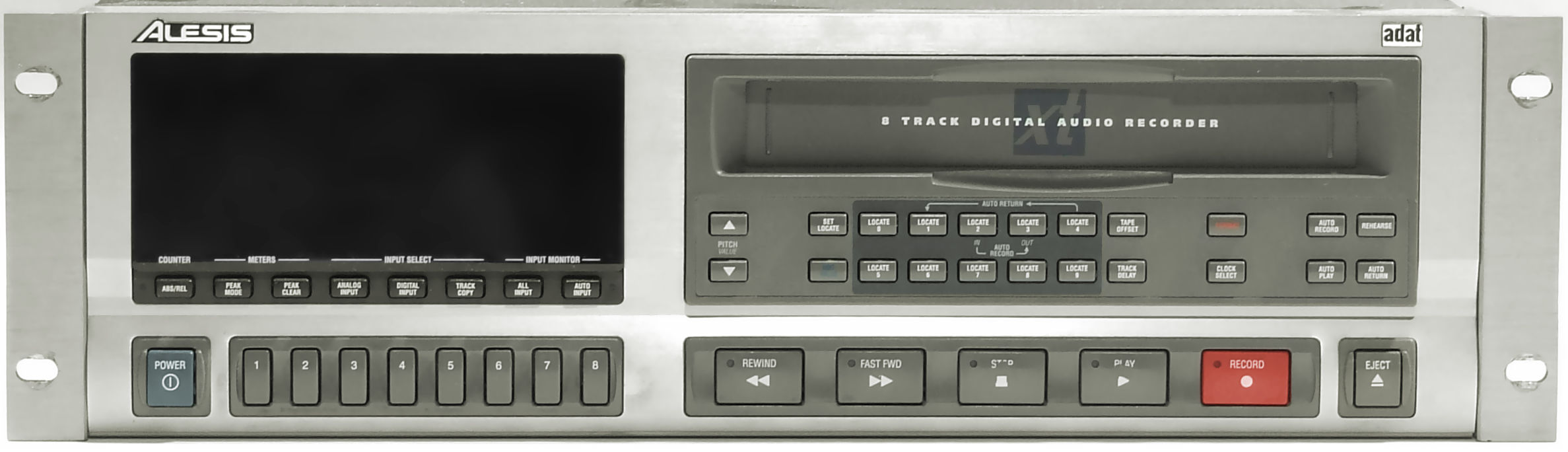
Un grabador de audio ADAT XT 8-channel digital.

ADAT son las siglas en inglés de Alesis Digital Audio Tape, formato de audio multicanal que utiliza un tambor giratorio helicoidal con dos cabezales de lectura y dos de grabación, dispuestos en el tambor cada 90 grados.
El ADAT fue el primero de los formatos MDM (Modular Digital Multitrack). Lo que lo convierte en un formato que utiliza una cinta magnética de video, para la grabación digital multipista de audio sobre soporte de casete. 
El ADAT, utilizando una cinta similar a la S-VHS convencional, permite grabar hasta 8 pistas con una resolución de 16, 20 o 24 bits, utilizando una frecuencia de muestreo 44,1 kHz o de 48 kHz. Asimismo, permite la sincronización de hasta 16 dispositivos ADAT para grabación simultánea. La respuesta en frecuencia del DA-88 va de 20 a 20.000 Hz. El rango dinámico está en los 92 dB. Las cintas son de 3 duraciones: 40, 54 y 62 minutos. Antes de grabar la cinta ha de ser formateada, en este proceso la cinta es preparada para grabar audio y se le introduce un código de tiempo que facilitara las ediciones. Aunque es recomendable formatear la cinta antes de grabar, también se puede formatear y grabar al mismo tiempo o formatear sólo un fragmento de la cinta. Así mismo, una cinta se puede borrar formateándola.
El ADAT fue comercializado por Alesis (1992). En el momento de su lanzamiento, tuvo una gran acogida, principalmente, porque permitía grabaciones digitales caseras de calidad a bajo coste.

## ADAT XT-20 y ADAT LX20
El ADAT original ya no se comercializa. Después del ADAT, Alesis puso en marcha el ADAT XT-20, que aumentaba la resolución a 20 bits. Como las ventas de éste, eran escasas, Alesis sacó el ADAT LX20, una versión más barata del ADAT XT-20.